# Харрис, Кассандра
Касса́ндра Ха́ррис (англ. Cassandra Harris), урождённая Сандра Коллин Уэйтс (англ. Sandra Colleen Waites; род. 15 декабря 1948 года, Сидней, Новый Южный Уэльс, Австралия — ум. 28 декабря 1991 года, Лос-Анджелес, Калифорния, США) — австралийская и американская актриса.

## Биография и карьера
Кассандра Харрис, урождённая Сандра Коллин Уэйтс родилась 15 декабря 1948 года в Сиднее (Новый Южный Уэльс, Австралия).
В 1961 году в возрасте 12-ти лет она поступила в National Institute of Dramatic Art под именем Сандра Глисон.
В конце 1970-х годов начала сниматься в кино.

## Личная жизнь
В 1964 году Кассандра вышла замуж за Уильяма Ферта, но позже они развелись.
В 1970—1978 года Кассандра была замужем за продюсером Дермотом Харрисом (1937—1986). В этом браке Харрис родила двоих детей — дочь Шарлотт Эмили Харрис (27.11.1971—28.06.2013, умерла от рака яичников в 41-летнем возрасте) и сына Кристофера Харриса (род.11.11.1972).
В 1980—1991 года (до своей смерти) Кассандра была замужем за актёром Пирсом Броснаном (род.1953). В этом браке Харрис родила своего третьего ребёнка — сына Шона Уильяма Броснана (род.13.09.1983).

## Смерть
В 1987 году актрисе поставили диагноз рак яичников. 28 декабря 1991 года после четырёх лет борьбы с болезнью 43-летняя Кассандра Харрис скончалась в Лос-Анджелесе (штат Калифорния, США).

## Фильмография
| Год       |   | Русское название      | Оригинальное название | Роль                  |
| --------- | - | --------------------- | --------------------- | --------------------- |
| 1982—1987 | с | Ремингтон Стил        | Remington Steele      | Фелиция               |
| 1981      | ф | Только для ваших глаз | For Your Eyes Only    | Графиня Лизл фон Шлаф |
| 1980      | ф | Грубая огранка        | Rough Cut             | Госпожа Ллойд Палмер  |
| 1978      | ф | Греческий магнат      | The Greek Tycoon      | Кассандра             |
| 1975—1978 | с | Космос: 1999          | Space: 1999           |                       |